# Министерство общественной администрации и безопасности Республики Корея
Министерство общественной администрации и безопасности Южной Кореи отвечает за гражданские и внутренние дела страны.
До реорганизации в 2017 году министерство именовалось Министерством правительственной администрации и внутренних дел (행정 자치부).

## Агентства
- Национальное агентство полиции
- Национальное агентство по чрезвычайным ситуациям

## Подведомственные органы
- Институт подготовки главенствующих должностных лиц
- Апелляционная комиссия
- Институт развития местных органов власти
- Национальный архив Кореи
- Комплекс Администрации управления правительства
- Национальное информационно-вычислительное агентство
- Комитет по пяти Северным провинциям Кореи
- Национальная судебная служба